# لودویک مری
لودویک مری (انگلیسی: Ludovic Mary؛ زادهٔ ۷ مارس ۱۹۷۷) بازیکن فوتبال اهل فرانسه است.
از باشگاه‌هایی که در آن بازی کرده‌است می‌توان به باشگاه فوتبال ستاره سرخ و باشگاه فوتبال نانت اشاره کرد.
وی همچنین در تیم ملی فوتبال فرانسه بازی کرده‌است.